# Ритмичка гимнастика
Ритмичка гимнастика је појединачни или тимски спорт, који комбинује класичну гимнастику, балет и плес. Ритмичка гимнастика је спорт у коме појединачни такмичари или групе од пет или више такмичара изводе гимнастичке тачке у трајању од 75 од 90 секунди (или 135 до 150 секунди, у групним наступима) уз музичку пратњу, на гимнастичком тепиху димензија 13 x 13 метара. Такмичари изводе изазовне тачке које захтевају физичку координацију, флексибилност и равнотежу, са пуно балетских и плесних елемената. Победник је такмичарка којој стручни жири додели највише поена.
У ритмичкој гимнастици постоји 5 категорија: беба, млађи кадети (деца), кадети, јуниори и сениори. По правилу се вежба са реквизитима - изузетак су врло младе женске гимнастичарке и групне вежбе; користи се обруч, кугла, трака, конуси или вијак.
Ритмичка гимнастика је потпуно женски спорт, само у Јапану постоје такмичења „Тошу“ за мушке ритмичке гимнастичаре. Овај спорт окупља око 2,000 спортиста у Јапану, али није део Међународне федерације за ритмичку гимнастику и није заступљен на Олимпијским играма .

## Реквизити
Реквизити са којима се гимнастичарке такмиче морају да испуњавају следеће услове:
- Обруч треба да буде од дрвета или пластике (некада коришћени дрвени обручи), пречника 51-90 цм (димензије су пропорционалне висини такмичарке). Обруч треба да тежи најмање 300 грама. Дозвољено је омотати обруч изолационом траком како би одговарао костиму тренера,
- Лопта треба да буде од гуме или пластике, пречника 18-20 цм и минималне тежине 400 г,
- Чуњеви могу бити израђени од дрвета или пластике, дужине 40-50 цм, минималне тежине 150 г и пречника главе најмање 3 цм,
- Трака је направљена од свиле или сатена, широка 4-6 cм и дугачка најмање 6 м, односно 5 м за јуниоре и 4м за млађе. На врху се може ушити ојачани / тешки део дужине до 5 цм (са навојем).

## Историја
Од почетка 19. века постојале су идеје и праксе вежбања које су укључивале елементе плеса. 1880-их Емил Жак-Далкроз је разбио методу еуритмике у Швајцарској, а око 1890. године у Шведској и око скандинавских и балтичких земаља развио је систем естетске / ритмичке гимнастике где је вежбање са музиком настојало да побољша елеганцију (женски) покрета, флексибилност и правилно држање. Крајем 1920-их ритмичка гимнастика почиње да се вежба у Немачкој, где су 1936. одржана прва групна такмичења. Прва држава која је успоставила државно првенство у ритмичкој гимнастици био је Совјетски Савез, где је прво првенство одржано 1942. године.
Тимови за ритмичку гимнастику такмичили су се на Олимпијским играма 1952. и 1956. године, а прво Светско првенство у ритмичкој гимнастици са појединачним такмичарима одржано је у Будимпешти 1963. године. Прва светска шампионка била је Људмила Савинкова из Совјетског Савеза. Од 1984. године ритмичка гимнастика је присутна на Олимпијским играма, са свим својим дисциплинама.

## Главна такмичења
Према техничким прописима које је дефинисала Међународна гимнастичка федерација (FIG), једина званична такмичења на којима се такмичи у ритмичкој гимнастици су: Светско првенство; етапе серије Светског купа (укључујући нефункционално финале Светског првенства и квалификације за Светско првенство); Светске игре; и Олимпијске игре (као и Олимпијске игре младих). Тестови за Олимпијске игре одржани су 2000, 2004, 2008, 2012. и 2016. године, а званично их је организовала FIG. Од 2019. Јуниорска светска првенства одржавају се сваке две године.
Нације које су освојиле најмање једну медаљу на званичним FIG такмичењима су:
- Аргентина[9]
- Аустрија[10]
- Азербејџан[11]
- Белорусија[11]
- Бразил[12]
- Бугарска[11]
- Канада[13]
- Кина[14]
- Чехословачка[15]
- Источна Немачка[16]
- Египат[17]
- Естонија[18]
- Финска[19]
- Француска[20]
- Грузија[21]
- Немачка[12]
- Гренланд[22]
- Мађарска[23]
- Израел[11]
- Италија[11]
- Јапан[12]
- Казахстан[24]
- Летонија[25]
- Мексико[26]
- Северна Кореја[27]
- Пољска[19]
- Румунија[13]
- Русија[11]
- Словенија[28]
- Јужна Кореја[11]
- Совјетски Савез[13]
- Шпанија[12]
- Швајцарска[14]
- Украјина[13]
- САД[29]
- Узбекистан[24]
- Западна Немачка[15]

Главни турнири у ритмичкој гимнастици које FIG званично не организује укључују Европско првенство (као и његову јуниорску дивизију), Европске игре, Гранд При серију и такмичења на Летњој Универзијади. Такође, одржавају се континентална првенства у Америци и Азији, као и регионалне вишеспортске манифестације у којима је део програма ритмичка гимнастика, попут Панамеричких и Азијских игара. Главна застарела првенства или такмичења у којима су се одржавали догађаји у ритмичкој гимнастици укључују финале Европског купа, Европско екипно првенство у гимнастици, Игре добре воље и Првенство четири континента у гимнастици (резервисано за старије спортисте из Америке, Азије, Африке и Океаније).

## Бодовање
Током 1960-их и 1970-их, главни акценат у пракси и бодовању био је на естетским елементима извођења. Од 1980-их, једнака пажња се посвећује физичким захтевима извођења. Данас на такмичењима наступе оцењују две групе судија: по једна оцењује тежину вежбе (тежину, Д) и њену изведбу (извођење, Е).
Четири „Д” судије оцењује тежину извођења, при чему се највиша и најнижа оцена занемарују, а средње две вреднују. Пет „Е“ судија оцењују уметничке компоненте – конзистентност вежбе, коришћење простора, покрета, корелацију музике и покрета, атрактивне елементе веће техничке сложености и сл.; ту се занемарују највиша и најнижа оцена, и узима се просек три средње оцене. Затим се ове оцене сабирају: за компоненте „Д“ и „Е“ може се добити највише 10,0 поена, односно укупно до 20 поена за једну вежбу. У зависности од ранга такмичења, такмичари изводе од две до четири вежбе, свака са различитим реквизитом, тако да је максимални број бодова који такмичар може да постигне на такмичењу 80.
Приликом бодовања грешке се „кажњавају”: тако се кажњава пад реквизита од 0,30 (ако спортиста успе да подигне реквизит без икаквог додатног корака) до 0,70 поена (ако спортиста мора да направи више од три корака или реквизит падне ван тепиха), излазак ван тепиха се кажњава са 0,30 поена. Бодови се одузимају и за губитак равнотеже током скокова или балансирања, недоследно држање руку, такође за скокове где су ноге размакнуте мање од 180 степени, несигурне доскоке и покрете који нису добро дефинисани.